# ギジェルモ・ガルシア (バレーボール)
ギジェルモ ガブリエル・ガルシア（Guillermo Gabriel García、1983年9月21日 - ）は、アルゼンチン・コルドバ州ビシャマリア出身の男子バレーボール選手。